# فيدل دافيلا أروندو
فيدل دافيلا أروندو (برشلونة 24 أبريل 1878 - مدريد 22 مارس 1962) هو جنرال إسباني. شارك في الحرب الإسبانية الأمريكية وفي الريف. وساهم في الانقلاب على الجمهورية الثانية الذي أدى إلى الحرب الأهلية. وبعد وفاة الجنرال مولا تم تعيينه القائد الأعلى لجيش الشمال، الذي شارك تحت قيادته في بعض الأعمال البارزة في الحرب، مثل الاستيلاء على بلباو وهجوم أراغون ، معركة إبرو وهجوم كاتالونيا.
كان عضوًا في مجلس الدفاع الوطني ثم رئيسًا للمجلس الفني للدولة (أصل الإدارة العامة في منطقة المتمردين) ووزيرًا للجيش في الحكومات الأولى للجنرال فرانكو. وقد تزوج من تيريزا جالون من بورغوس.

## السيرة الذاتية

### المسار العسكري
وُلِد في برشلونة سنة 1878، وفي سن ال 16 التحق بأكاديمية طليطلة للمشاة في 28 أغسطس 1894، وتخرج في 21 فبراير 1896 برتبة ملازم ثاني مشاة، حارب في كوبا خلال الحرب الإسبانية الأمريكية سنة 1898، ونال بموجبها وسام الاستحقاق العسكري.
تمت ترقيته إلى رتبة عقيد وتم تكليفه بالمغرب الإسباني حيث شارك في حروب المغرب. وفي 1929 وصل إلى رتبة عميد، وكان رئيس الأركان العامة للمنطقة العسكرية السابعة.

### الجمهورية الثانية
بعد فترة وجيزة من إعلان الجمهورية الإسبانية الثانية، طلب التقاعد واستقر في برغش. وفي العاصمة القشتالية القديمة، شارك في المؤامرة العسكرية للإطاحة بحكومة الجبهة الشعبية التي بلغت ذروتها في انتفاضة يوليو 1936 العسكرية.

### الحرب الأهلية
في ليلة 18-19 يوليو 1936 احتل الحكومة المدنية في برغش. وكان دافيلا عضوًا في مجلس الدفاع الوطني ورئيسًا للمجلس الفني للدولة، وهو الأساس للقيادة العامة للمتمردين ورئيس الأركان العامة للجيش.
بعد وفاة الجنرال مولا في حادث تحطم طائرة، حل دافيلا محله وتولى قيادة جيش الشمال. فتمكن جيشه من احتلال بسكاية وسانتاندير وأستورياس، مما يعني ضياع جبهة الجمهورية الشمالية وخلل في التوازن العسكري لصالح الفصيل المتمرد. وبعد الحملة الشمالية حافظ على قيادة هذا الجيش وأعاد توزيع قواته لشن هجوم جديد ضد إسبانيا الجمهورية. وفي 31 يناير 1938 تم تعيينه وزيرًا للدفاع في أول حكومة فرانكوية [الإنجليزية] برئاسة الجنرال فرانكو، كانت الفروع العسكرية الثلاثة تحت قيادته: البرية والبحرية والجوية. وبعد بضعة أشهر تمت ترقيته إلى رتبة فريق. وبعد نجاحه في هجوم أراغون، قاد حملة لعزل كاتالونيا في معركة إيبرو والهجوم النهائي لكاتالونيا في بداية 1939.

### فترة ما بعد الحرب
في أغسطس 1939 خرج من الوزارة، وفي 19 أغسطس عين قبطانًا عامًا للمنطقة العسكرية الثانية (إشبيلية). واستبدل في القبطانية العامة بالفريق ميغيل بونتي في 12 مايو 1941، حيث نصب رئيسًا لمقر هيئة الأركان العامة العليا.

## وزارة الجيش
في 20 يوليو سنة 1945 عيّن وزيراً للجيش. وبعدها بسنة تقاعد لبلوغه السن القانوني. وفي أكتوبر 1949 بسبب رحلة فرانكو إلى البرتغال، طلب منه رئاسة الحكومة لمدة تسعة أيام.
وخرج من الوزارة في سنة 1951، فأصبح عضوًا في مجلس المملكة [الإنجليزية]، وعُين رئيسًا للمجلس الجغرافي الأعلى. وفي 1949 منحه الدكتاتور فرانسيسكو فرانكو رئيس الدولة الإسبانية لقب النبيل ماركيز دي دافيلا، ليضاف إلى قائمة نبلاء إسبانيا في 1951. وبعد وفاته تمت ترقيته شرفيًا إلى رتبة قبطان عام الجيش، وهي أعلى رتبة عسكرية إسبانية.

## المسؤولية في جرائم الإبادة
كان فيدل دافيلا في سنة 2008 واحدًا من خمسة وثلاثين من كبار مسؤولي نظام فرانكو الذين وجهت إليهم المحكمة الوطنية لائحة اتهام في الملخص الذي قدمه بالتاسار غارزون بارتكاب جرائم اعتقال تعسفي وجرائم ضد الإنسانية التي ارتكبت خلال الحرب الأهلية الإسبانية والسنوات الأولى لنظام فرانكو. فالمعلومات التي استلمها من أرشيف الصحف وكتب السير التي تسرد حول هذا الموضوع؛ ولكن ابطل الموت المسؤولية الجنائية لفيديل دافيلا أروندو كما أعلن القاضي.